# Somebody's Me
Somebody's Me, conosciuto sul mercato di lingua spagnola col titolo Alguien soy yo è un brano musicale del cantante spagnolo Enrique Iglesias, estratto come secondo singolo dall'album Insomniac del 2007.
Il singolo ha ottenuto buoni riscontri negli Stati Uniti, Canada e America Latina, mentre non ha avuto buoni risultati in Europa.
Il video musicale del brano è stato diretto da Anthony Mandler, vede protagonista la modella israeliana Sarai Givati, ed è stato girato nelle strada di Los Angeles nel giugno 2007.

## Tracce
USA 2-Track Single
1. Somebody's Me - 3:58
2. Alguien soy yo - 3:59

USA Remixes Single
1. Somebody's Me (Jody Den Broeder Club Mix) - 8:38
2. Somebody's Me (Mark!'s Vocal Mix) - 8:42
3. Somebody's Me (Jody Den Broeder Dub) - 7:58
4. Somebody's Me (Mark!'s Flava Dub) - 8:35
5. Somebody's Me (Jody Den Broeder Radio Edit) - 4:11
6. Somebody's Me (Mark!'s Radio Edit) - 3:10

## Classifiche
| Classifica (2007)                     | Posizione più alta |
| ------------------------------------- | ------------------ |
| U.S. Billboard Billboard Hot 100      | 106                |
| U.S. Billboard Hot Adult Contemporary | 15                 |
| U.S. Billboard Hot Dance Club Play    | 4                  |
| U.S. Billboard Hot Latin Songs        | 4                  |
| Canada                                | 31                 |
| Finlandia                             | 29                 |
| Belgio                                | 24                 |